# Дочь короля Эльфландии
«Дочь короля Эльфландии» (англ. The King of Elfland's Daughter) — произведение, созданное англоязычным ирландским писателем и поэтом Эдвардом Планкеттом, известным как Лорд Дансени. Произведение относится к жанру фэнтези и вышло в свет в 1924 году. «Дочь короля Эльфландии» Дансени широко признано одним из самых влиятельных и признанных произведений во всей фантастической литературе.
Хотя роман исчез в относительной безвестности после его первоначального выпуска, он обрел новую долговечность и более широкое признание критиков, когда в 1969 году было выпущено издание в мягкой обложке в качестве второго тома серии Ballantine Adult Fantasy. Она также была включена в более позднюю серию книг, переиздающих лучшее из современной фантастики, серию Fantasy Masterworks. Несмотря на то, что роман считается очень влиятельным для жанра в целом, он был особенно формирующим в (позже названных) поджанрах сказочного и высокого фэнтези.

## Сюжет
Старейшины селения Эрл приходят к своему лорду с требованием, чтобы ими правил некто, не чуждый магии (первоначально это желание никак не мотивируется). Лорд, помня старое обещание, соглашается и для этого посылает своего сына Алверика в страну эльфов, чтобы тот женился на эльфийской принцессе. Алверик получает в подарок от местной ведьмы магический меч, выкованный из молний, и отправляется в путь. Он надеется найти провожатого или узнать, как найти проход в пограничье миров, однако чем ближе приближается к кромке леса, тем враждебнее и отстраненнее реагируют люди на его слова. Лишь старый кожевник пускает сына лорда переночевать, но отказывается даже смотреть в сторону леса.
В волшебной стране он в бою побеждает стражу принцессы Лиразель, знакомится с ней, между ними возникает симпатия, и они вместе бегут обратно. Вернувшись домой, Алверик узнаёт, что его отец состарился и умер, — оказывается, в стране эльфов время идёт гораздо медленней, чем у людей. У Лиразель и Алверика рождается сын, которого называют Орион.
Со временем принцессе становится скучно среди людей: она не понимает, почему нельзя смеяться на похоронах, разговаривать с козами, поклоняться звёздам. Алверик, уже повзрослевший, требует от жены неукоснительно соблюдать традиции и посещать церковь — между ними возникает конфликт. Устав от враждебного отношения, Лиразель покидает людей и открывает присланное заклинение. С его помощью она возвращается к отцу.
Алверик, захватив свой меч и кучку сумасшедших людей (никто больше не согласился искать эльфийскую страну), отправляется на поиски, которые затягиваются на годы. Орион вырастает, не интересуясь ничем, кроме охоты. Он охотится на заблудших единорогов вместе с троллями и болотными огнями, такое количество волшебства пугает местных жителей (которые прежде его искали), и они просят ведьму убавить волшбу. Она отказывает, зато местный священник поддерживает их.
Поиски волшебной страны безуспешны, Алверик узнаёт от колдуна, что ему не войти в страну эльфов, покуда с ним его меч, но колдунья даёт ему магическую гирю, при помощи которой он сможет войти в страну. Когда же представляется момент, сумасшедшие компаньоны не позволяют своему лорду войти в волшебную страну и пленят его. Лиразель тоскует по сыну и мужу и уговаривает отца использовать его самое могущественное волшебство, чтобы страна эльфов вышла за свои пределы и заполнила селение Эрл. Все разлучённые встретились и зажили долго и счастливо, только лишь церковь священника чудеса обошли стороной, впрочем, он остался этому рад.